# Bergpredigt (Oratorium)
Bergpredigt – Oratorium für Musikcomputer und Stimmen ist ein 1983 auf dem Musiklabel Erdenklang veröffentlichtes Werk der Komponisten Hubert Bognermayr und Harald Zuschrader.
Das Werk stellt laut Veronica Matho bis heute einen Meilenstein in der Computermusik dar.

## Name
Der Name des Oratoriums bezieht sich auf die Bergpredigt.

## Vorgeschichte
Ende der 1970er Jahre wurde von Kim Ryrie und Peter Vogel der Fairlight Musikcomputer entwickelten, der es erstmalig möglich machte, die damals neuen Techniken und Effekte des Sampling zu nutzen. Peter Gabriel und Stevie Wonder waren erste Abnehmer dieses Computers. Die ersten Songs, in denen ein Fairlight CMI zu hören war, befinden sich auf Gabriels drittem Soloalbum Melt, bei dessen Produktion Peter Vogel mitwirkte.
Bald setzten weitere Künstler den Fairlight ein: Kate Bush auf dem Album „Never For Ever“ (1980, mit dem Hit „Babooshka“) oder Jean Michel Jarre auf „Magnetic Fields“ (1981).
Im Oktober 1981 gründete Ulrich Rützel den „Erdenklang Musikverlag“ und das Musiklabel Erdenklang, die sich anfangs speziell der „computerakustischen Musik“ widmeten. Im Januar 1982 erschien auf dem Label das Album „Erdenklang Computerakustische Klangsinfonie“ der Komponisten Hubert Bognermayr und Harald Zuschrader. Sie setzten für dieses Werk den Fairlight Musikcomuter eine und erreichten damit ein überaus professionelle Abmischung. Die bedeutende US-amerikanische Komponistin und Interpretin Wendy Carlos stellte fest, dass die elektronische Musik mit diesem Werk einen Höhepunkt erreicht habe. In ihren Linernotes zu dem Album vermerkte sie: „Erdenklang darf nicht mehr ausschließlich als technische, sondern muss weitgehend als musikalische Errungenschaft betrachtet werden. Etwas, worum die elektronische Musik, seit es sie gibt, kämpft.“
„Bergpredigt – Oratorium für Musikcomputer und Stimmen“ erschien dann bereits im darauffolgenden Jahr 1983 als ein weiteres Werk der Komponisten Hubert Bognermayr und Harald Zuschrader.

## Produktion
Die Musik-, Klang-, Wort- und Partiturprogramme von „Bergpredigt – Oratorium für Musikcomputer und Stimmen“ wurden von Hubert Bognermayr und Harald Zuschrader auf den Erdenklang-Musikcomputer-Systemen geschrieben. Produziert und gemischt wurden die Aufnahmen vom Dezember 1982 bis Juni 1983 im „Elektronischen Försterhaus, Studio für computerakustische Musik“, Linz von Harald Zuschrader, Hubert Bognermayr, Ulrich Rützel und Walter Karlberger. Letzterer hat die Neubearbeitung der biblischen Textvorlagen verfasst arrangiert. Spezielle computerakustische Raumeffekte wurden von Quantec-Raumsimualtionssystemen aus München produziert. Die Pressung erfolgte durch die Teldec-Press GmbH.
Die Komposition verbindet Klänge von Herzschlag, Panzerketten, kreischenden Babys, scheppernde Mülltonnen, einer klimpernden Registrierkasse und einen quietschenden Wüstenziehbrunnen mit einfachen Dur- und Moll-Harmonien.

## Aufführungen

### Uraufführung
Am 9. September 1984 fand die sogenannte „computerkonzertante“ Uraufführung im Neuen Dom zu Linz statt, der zweitgrößten Kirche Europas. Die Beschallungskonzeption wurde mit computergestützten Raumsimulationssystemen errechnet. Durch einen speziellen Simulations-Algorithmus sollte das „akustische Verhalten beliebiger Räume nachgebildet und den kompositorischen Richtlinien des Werkes entsprechend mit der Eigenakustik des Doms vereint oder konfrontiert werden“.
Die bei der Schallplattenproduktion angewandte Musik-, Klang- und Wortauflösung sollte bei der Aufführung im Dom durch „Raum-im-Raum-Effekte“ neu dimensioniert und die gestaltete Akustik damit zu einem wesentlichen Kompositionselement werden. Der „Klangraum Dom“ sollte mit dem „Klangraum der Komposition“ in Übereinstimmung gebracht werden. Wie der natürliche Wechsel von Licht und Schatten den Innenraum des Doms visuell verändert, so sollte die Konzeption durch ihre computerakustischen Gestaltungselemente einfachen Klängen im Raum mehr Ausdruckskraft verleihen und „das Publikum in bestimmte Stimmungen versetzen, akustisch fesseln, faszinieren oder auch verwirren“.
Dem Regiekonzept folgend sollten sich Klänge von menschlichen Mund- und Atemgeräuschen, Sauerstoffmaske, afrikanischer Lepraglocke aus einer festgelegten Beschallungsebene entwickeln und einen immer dichter werdenden Klangteppich knapp über den Köpfen der Zuhörerschaft  bilden. Dieser Klangteppich wurde durch von einem Sprachcomputer gesprochenen „Selig, die arm sind vor Gott, denn ihrer ist das Himmelreich“ aus der  „akustischen Ferne“ einer Beschallungsebene in einer Höhe von 30 m durchbrochen und abgelöst werden. Durch das ständige Wechselspiel verschiedener Beschallungsebenen sollte die Akustik des Raumes computertechnisch und musikdramaturgisch neu genutzt werden. Für die Aufführung wurden drei Beschallungsebenen geschaffen:
EBENE A (Lautsprechergruppierungen in 2 Meter Höhe): Auflösung der Kernsätze in positive und negative Interpretationen der heutigen Zeit. Wortklangbilder in Verbindung mit computerbearbeiteten natürlichen sowie synthetischen Klängen
EBENE B: Auf verschiedenen Höhenabstufungen im Dom verteilte Chorgruppierungen (unverstärkt)
EBENE C (Lautsprechergruppierungen in 30 Meter Höhe): Computerstimme – Kernsätze des Matthäusevangeliums

### Weitere Aufführungen
Weitere Aufführungen der „Bergpredigt“ als Bild- und Klangmeditation mit Großraumbeschallung fanden statt
- 1984 beim Deutschen Katholikentag im Zirkus Krone Bau in München
- im Juli 1984 beim Europakongress der Methodisten im Kongresszentrum Wien
- im Juli und August 1984 beim Weltkongress des „Lutherischen Weltbundes“ in Budapest
- 1984 im Sportpalast Budapest
- 1985 bei den Wiener Festwochen im Hallenstadion Wien in einer Uraufführung als multimediale Live-Inszenierung mit Musik, Tanz, Pantomime, Lichteffekten und Leinwandprojektionen. Mitwirkende waren neben den Linzer Computerkünstlern Bognermayr/Zuschrader Tänzer der Wiener Staatsoper, namhafte Solisten der Wiener Musikhochschule, Solisten des Konservatoriums der Stadt Wien und der Rundfunkchor Wien.

## Rezeption
Das Werk wurde 1983 vom ORF in der Reihe „Von Tag zu Tag“ besprochen.
Laut Veronica Matho stelle das Werk „Bergpredigt – Oratorium für Musikcomputer und Stimmen“ bis heute einen Meilenstein in der Computermusik dar. Es habe die musikhistorische Entwicklung der Computermusik verfestigt.
Der Spiegel schrieb, das „Oratorium für Musikcomputer und Stimmen“ sei technisch brillant gemixt. Inhaltlich seien „Kernsätze des Matthäus-Evangeliums“ und „sämige Kanzelworte zu einem seelsorgerischen Katalog menschlicher Verhaltensregeln“ verquirlt. Das Werk mahne mit „dezentem Rock zur Nächstenliebe“.
„Bedrückend wirken die Aufzeichnungen von alten, kranken und geistesgestörten Menschen, deren Gefühle, nutzlos und jeglicher Hoffnung beraubt zu sein, unbeschönigt eingefangen wurden.“ Dabei seien „ungewöhnliche und vielfach auch faszinierende Tonideen geglückt, die das Vorurteil Lügen strafen können, Computermusik klinge immer kalt und herzlos.“
„Sprach- und Klangfetzen aus Krankenhäusern, Heimen, Jugendzentren, von der Straße und aus der freien Natur wurden im Computer gespeichert, mit elektronisch konstruierten Klängen gemischt und innerhalb des musikdramaturgischen Konzepts verändert. Frauen-, Männer- und Kinderstimmen sprechen zum Teil zu Computerstimmen, verändern die Texte, dazwischen und darüber liegen die computerakustischen Gebilde, die aus Sprachsilben, von Wassertropfen, den Geräuschen von Metallplatten oder Pfeilschüssen herrühren können. Aber alles wird durch die Arbeit mit dem Computer verändert und verfremdet. Und das Seltsame ist, auf diese Art und Weise wirkt es menschlicher und eindringlicher. Die Sprachfetzen aus dem Altersheim sind dadurch bedrückender. Den Kinderstimmen fehlt der Hauch des Kitsches. Komponist Hubert Bognermayr spricht selber die Partien, die mit „unselig“ beginnen. Seiner Stimme kann er diabolischen Charakter verleihen, einmal wird sie durch computerakustische Verfremdung in die Nähe von Hitler-Reden gerückt. Das Oratorium aus Linz ist keine Collage. Die Kunst der Komposition liegt hier in der Veränderung verfügbarer synthetischer wie natürlicher Klänge und Geräusche. Komponieren heißt auch verfremden. Damit wird der Rahmen der Elektronik-Musiker aus dem Pop-Bereich gesprengt, die mit synthetisch hergestellten Klängen herkömmliche Instrumente nachahmen oder Phantasie-Geräusche im Science-Fiction-Bereich ansiedeln. Die elektronische Musik erhält endlich ihre eigene Ästhetik. Sie ist nicht mehr Zufallsprodukt von Bastlern.“
Ein für die Ö3-ORF-Hörfunkreihe „Gospelcantate“ gestalteter Beitrag mit Ausschnitten aus dem Oratorium wurde mit dem Hauptpreis des Internationalen christlichen Radiofestivals London 1984 ausgezeichnet.

## Film
Am 21. März 2010 erfolgte die Uraufführung einer 35:07 Minuten langen Film Version „Die Berpredigt - Radical Codex“ anlässlich der Ausstellung „Die Bergpredigt - Quer zum Leben“ in der Benediktinerabtei Königsmünster in Meschede.